# Theligonum
Theligonum L. è un genere di piante della famiglia delle Rubiacee. È l'unico genere della tribù Theligoneae.

## Tassonomia
Comprende le seguenti specie:
- Theligonum cynocrambe L.
- Theligonum formosanum (Ohwi) Ohwi & T.S.Liu
- Theligonum japonicum Ôkubo & Makino
- Theligonum macranthum Franch.